# Lohmanderodesmus galeatus
Lohmanderodesmus galeatus är en mångfotingart som beskrevs av Christoph D. Schubart 1934. Lohmanderodesmus galeatus ingår i släktet Lohmanderodesmus och familjen orangeridubbelfotingar. Inga underarter finns listade i Catalogue of Life.